# Arilcsoport
A szerves kémiában az arilcsoport olyan funkciós csoport vagy szubsztituens, amely egyszerű aromás gyűrűből származtatható, legyen az fenil, tiofén, indolil stb. (lásd IUPAC nevezéktan). Az „aril” elnevezés a rövidség és általánosítás kedvéért használatos.
Egyszerű arilcsoport a benzolból származtatható fenilcsoport (C6H5). A tolilcsoport (CH3C6H4) a toluolból (metilbenzol), a xililcsoport (CH3)2C6H3 a xilolból (dimetilbenzol) vezethető le.

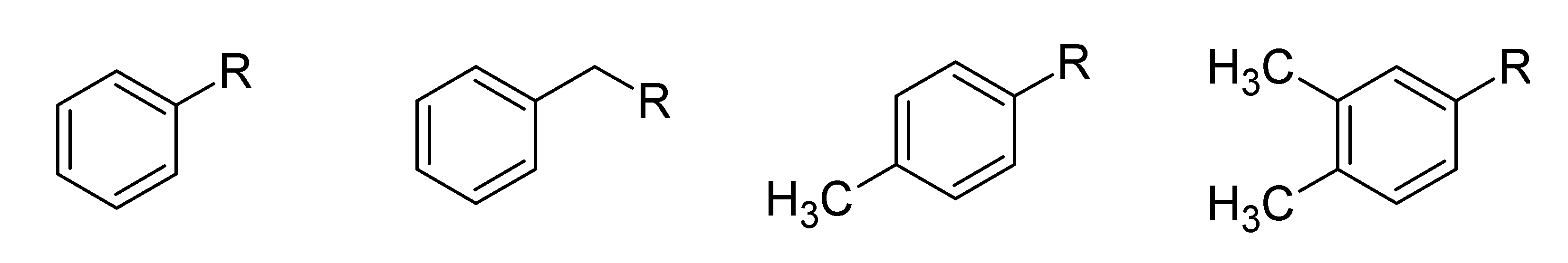
Néhány különböző típusú, benzolból levezethető arilcsoport. Balról jobbra haladva: fenil, benzilcsoport, tolil, o-xilil.

A biarilok axiális kiralitást mutathatnak. Arilezésnek nevezzük mindazokat a kémiai folyamatokat, amelyekben a szubsztrátumhoz egy arilcsoportot kapcsolnak hozzá.

## Fordítás
Ez a szócikk részben vagy egészben az Aryl című angol Wikipédia-szócikk ezen változatának fordításán alapul.  Az eredeti cikk szerkesztőit annak laptörténete sorolja fel. Ez a jelzés csupán a megfogalmazás eredetét és a szerzői jogokat jelzi, nem szolgál a cikkben szereplő információk forrásmegjelöléseként.